# تناف
التنافي هو اجتماع الشيئين في مكان واحد وفي زمان واحد، كما بين السواد والبياض، والوجود والعدم.